# 圖爾瓦科
圖爾瓦科是哥倫比亞的城市，位於該國北部，由玻利瓦省負責管轄，距離首府卡塔赫納10公里，海拔高度100米，平均氣溫27攝氏度，2005年人口63,450。
10°21′N 75°20′W / 10.350°N 75.333°W